# Ducati Diavel
La Diavel est un modèle de moto du constructeur italien Ducati.
La Ducati Diavel (pour diable en patois bolonais) est présentée officiellement lors du salon de la moto de Milan de 2010. Elle est la première machine du constructeur de Bologne à concurrencer les Yamaha VMax, Harley-Davidson V-Rod ou Triumph Rocket III.
Le moteur est un bicylindre en V, ouvert à 90°, quatre temps à refroidissement liquide de type Testastretta 11°. Il est nommé ainsi car l'angle d'ouverture des soupapes (angle de rotation de l'arbre pendant lequel les soupapes d'admission et d'échappement sont simultanément ouvertes) est de 11°. L'usine annonce une réduction de la consommation par rapport au moteur de la 1198, avec un angle d'ouverture des soupapes de 41°, dont il dérive.
Le refroidissement est assuré par deux radiateurs latéraux, permettant de dégager visuellement l'avant de la moto[réf. souhaitée].
L'usine annonce une puissance de 162 ch à 9 500 tr/min pour un couple de 12,7 kg m à 8 000 tr/min.
La fourche télescopique inversée Marzocchi de 50 mm de diamètre et le mono-amortisseur arrière Sachs sont ajustables en précharge, détente et compression.
Le freinage est confié à Brembo, avec à l'avant deux disques de 320 mm de diamètre, mordus par des étriers monobloc à montage radial de quatre pistons, tandis que le disque arrière de 265 mm de diamètre est pincé par un étrier double piston. La Diavel est équipée en série de l'ABS.
Les jantes à quatorze bâtons sont en alliage. Elles sont équipées de pneus Pirelli Diablo Rosso II, dont l'arrière fait 240 mm de large.
La Diavel est annoncée pour 210 kg.
À l'instar du système équipant différents modèles d'automobiles, la Diavel se démarre sans clef de contact. La clef électronique placée dans la poche du pilote communique avec la moto.
Comme sur l'Aprilia SL 750 Shiver, le câble d'accélérateur est remplacé par le système Ride-by-Wire, un capteur qui mesure l'accélération en fonction de la position de la poignée.
Elle est disponible en rouge ou noir.

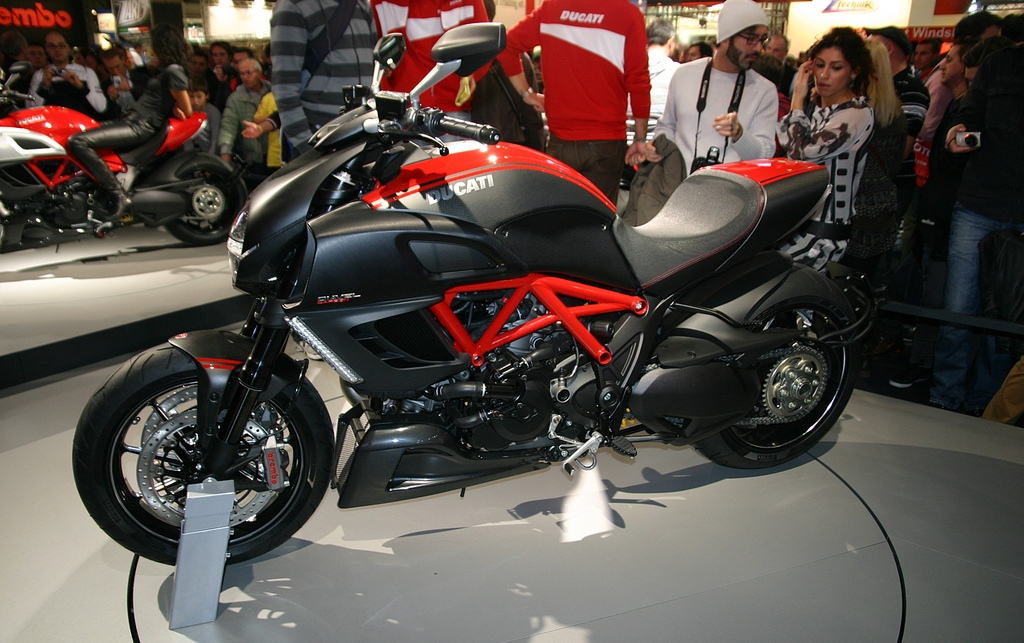
Diavel Carbon.

En parallèle, Ducati propose la Diavel Carbon. La fourche reçoit un traitement anti-friction DLC (Diamond-Like carbon). Les jantes sont des Marchesini forgées à neuf branches. Le poids est en baisse de 3 kg. Elle est proposée en finition carbone ou noire avec des bandes rouges.
Au salon de Francfort de 2011, fort de son récent partenariat avec le préparateur AMG, Ducati présente la Ducati Diavel AMG Special Edition. Par rapport à la Diavel Carbon, elle reçoit des jantes à cinq branches forgées, des écopes d'aération en fibre de carbone avec des inserts en aluminium et le sigle AMG, une selle en alcantara et des échappements différents. Le calage de la distribution desmodromique est réalisé à la main et le technicien qui le réalise grave sa signature sur le carter gauche du moteur. La Diavel AMG Special Edition se pare d'une peinture noire et d'une bande blanche appelée « Blanc Diamond AMG ». Sur le réservoir est apposée une plaque numérotée.
À l'occasion du salon EICMA 2011, Ducati propose une Diavel recouverte d'une peinture noire, complétée par une bande gris-chrome sur les flancs du réservoir et arborant le logo Ducati utilisé sur la Ducati 750 SS. Ce modèle est appelé « Diavel Cromo ».
L'année suivante, Ducati présente la Diavel Strada, arborant une nouvelle selle à dosseret pour le passager, des sacoches en nylon, un pare-brise et des poignées chauffantes. Elle est vendue 19 690 euros.
Elle est complétée par une version d'entrée de gamme, la Diavel Dark, vendue 17 490 euros. À l'instar des 900 Monster Dark, elle reçoit un traitement complètement noir de tous ses éléments.